# Parc nacional de la Xapada Diamantina

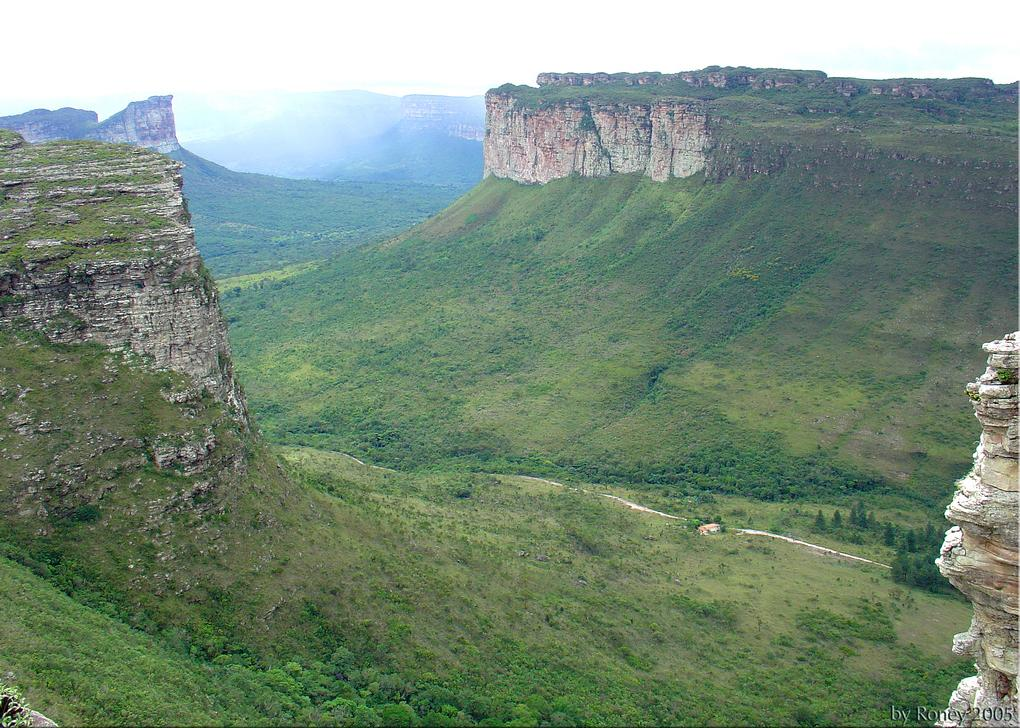
Xapada Diamantina

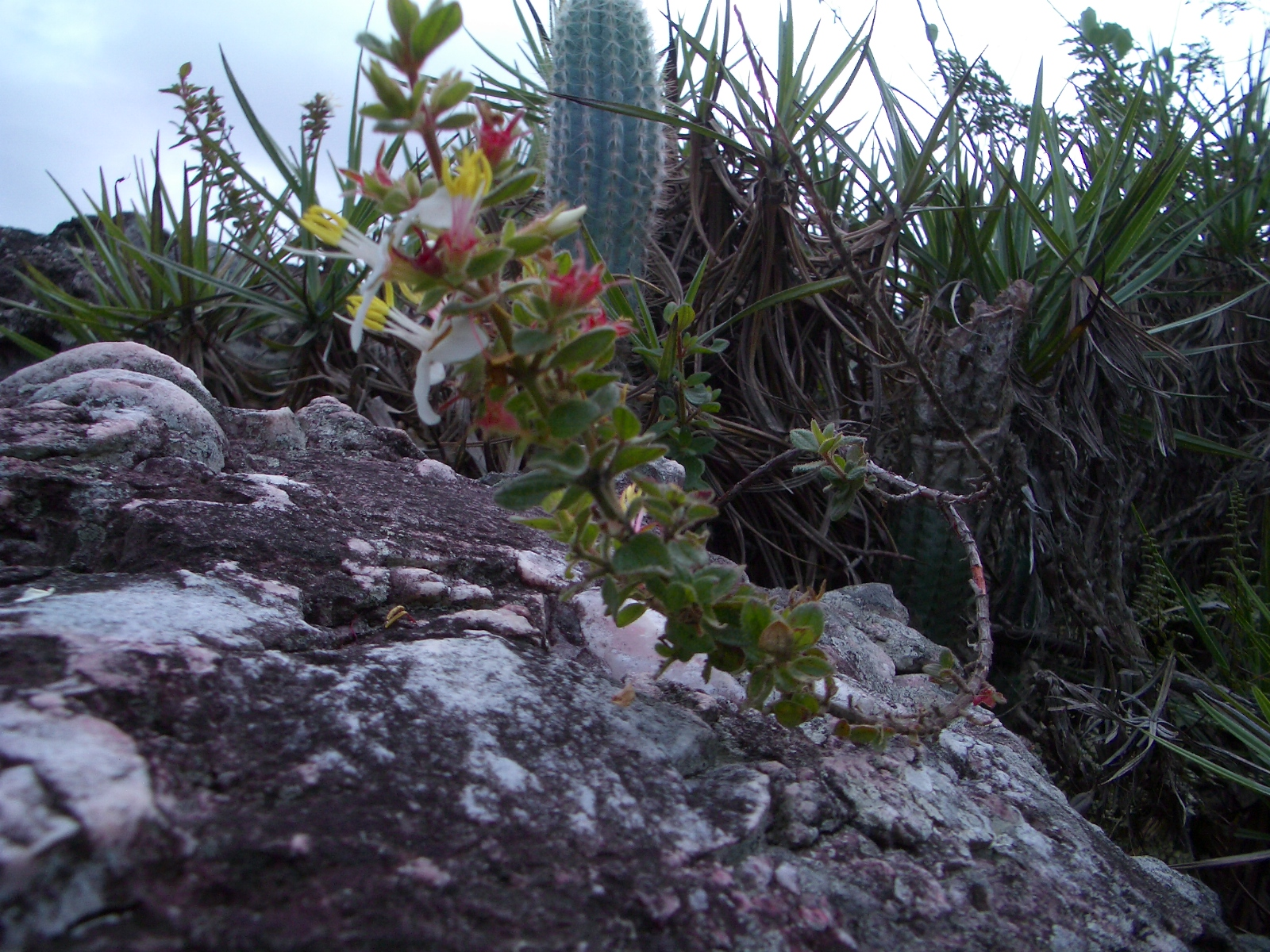
Típica flora de la Xapada Diamantina

El Parc Nacional de la Xapada Diamantina va ser creat en 1985 per decret federal, abastant una àrea de 152.000 hectàrees de la Serra do Sincorá i els seus voltants, incloent els municipis de Lençóis, Palmeiras, Andaraí i Mucugê. Se situa entre les coordinades geogràfiques 41º35'-41º15'de longitud oest i 12º25'-13º20'de latitud sud. Xapada és una paraula brasilera que significa una regió d'escarpats penya-segats, en general a la vora d'un altiplà. Diamantina es refereix als diamants que es van trobar allà a la meitat del segle xix. El turisme ecològic conscient atorga a Xapada les millors característiques d'un lloc de lleure que preserva la natura. Forma part del conjunt de Parcs nacionals de Brasil administrats per Institut Chico Mendes per a la Conservació de la Biodiversitat.

## Geografia
La regió és semiàrida, no obstant això, no té escassetat d'aigua, pels molts rius i rierols. De mitjana, l'altitud del parc és entre 800 i 1.000 metres sobre el nivell del mar, encara que algunes parts són tan altes com 2.000 metres o més amunt. En aquest lloc hi ha el punt més alt de l'estat al Pico do Barbado amb 2.036 metres. El parc es caracteritza per turons, muntanyes, valls i monòlits, amb poques planes.

## Accés
Es pot accedir al parc en vols setmanals realitzats per TRIP Linhas Aéreas amb enllaç a l'aeroport Horácio de Mattos, la porta d'entrada de la Xapada Diamantina, amb Salvador de Bahía, la capital de l'estat. Hi ha autobusos que surten de l'estació d´autobusos de Salvador diàriament.

## Geologia
Té moltes coves que van ser formades pels rius que travessen la regió. Diversos d'aquests rius corren de color vermell a causa de tanins a l'aigua. Tant l'or com els diamants s'hi han trobat.

## Flora i fauna
La flora i la fauna són molt variades. Encara que hi ha pocs grans mamífers, hi ha una àmplia varietat de rèptils, amfibis, aus, insectes i petits mamífers. La flora es compon principalment de petits matolls d'arbustos, orquídies i cactus.

## Principals localitats properes al parc
- Lençóis
- Palmeiras
- Andaraí
- Mucugé
- Valle Do Capao
- Seabra
- Iraquara